# 松陽県
松陽県（しょうよう-けん）は中華人民共和国浙江省に位置する省直轄の県であり、しばらくの間、麗水市の代理管轄下に置かれている。

## 歴史
199年（建安4年）、後漢により松陽県が設置される。1949年に遂昌県に併合されたが、1982年に再び松陽県が設置された。

## 行政区画
- 街道：西屏街道、水南街道、望松街道
- 鎮：古市鎮、玉岩鎮、象渓鎮、大東壩鎮、新興鎮
- 郷：葉村郷、斎壇郷、三都郷、竹源郷、四都郷、赤寿郷、樟渓郷、楓坪郷、裕渓郷、安民郷
- 民族郷：板橋シェ族郷

## 交通

### 鉄道
- 中国国家鉄路集団
  - 衢寧線（中国語版）
    - 松陽駅

### 道路
- 高速道路
  -  溧寧高速道路（中国語版）